# Pharasmanes I av Iberien
Pharasmanes I (georgiska: ფარსმან I) var kung av Iberien på 000-talet e.Kr.